# Gerichtsbezirk Wlašim
Der Gerichtsbezirk Wlašim (auch Wlaschim, tschechisch: soudní okres Vlašim) war ein dem Bezirksgericht Wlašim unterstehender Gerichtsbezirk im Kronland Böhmen. Er umfasste Gebiete in der Mittelböhmischen Region. Zentrum und Gerichtssitz des Gerichtsbezirks war die Stadt Wlašim (Vlašim). Das Gebiet gehörte seit 1918 zur neu gegründeten Tschechoslowakei und ist seit 1991 Teil der Tschechischen Republik.

## Geschichte
Die ursprüngliche Patrimonialgerichtsbarkeit wurde im Kaisertum Österreich nach den Revolutionsjahren 1848/49 aufgehoben. An ihre Stelle traten die Bezirks-, Landes- und Oberlandesgerichte, die nach den Grundzügen des Justizministers geplant und deren Schaffung am 6. Juli 1849 von Kaiser Franz Joseph I. genehmigt wurde. Der Gerichtsbezirk Wlašim gehörte zunächst zum Kreis Tabor und umfasste 1854 die 59 Katastralgemeinden Beikowic, Bolina, Bořkowic, Čenowic, Chlum, Chotěschan, Ctiboř, Dalov, Daměnic, Diwischau, Domaschin, Drahowic, Dub, Dubejowic, Hražena Lhota, Hrzin, Jawornik, Kladrub, Kondrac, Křeschic, Křižow, Labi, Lauňowic, Lbosin, Libež, Liboun, Městečko, Mněchnov, Načeradec, Nemíž, Nesper, Nesper Lhota, Pawlowic, Prawětic, Psař, Radoschowic, Rataj, Sautic, Sedlečko, Sedumpan, Slowenic, Snosim, Souschic, Stěbusowes, Stěpanow, Sternberg, Střechow, Střemoschnitz, Swětla, Takenin, Tichonic, Třebeschic, Welisch, Wlaschim, Woleschna, Wostrow, Wračkowic, Wrazowic und Zdislawic.
Der Gerichtsbezirk Wlašim bildete im Zuge der Trennung der politischen von der judikativen Verwaltung ab 1868 gemeinsam mit den Gerichtsbezirken Beneschau (Benešov) und Neweklau (Neveklov) den Bezirk Beneschau.
Im Gerichtsbezirk Wlašim lebten 1869 27.251 Menschen 1890 waren es 26.648 Personen.
Der Gerichtsbezirk Wlašim wies 1910 eine Bevölkerung von 25.943 Personen auf, von denen 21 Deutsch und 25.873 Tschechisch als Umgangssprache angaben. Im Gerichtsbezirk lebten zudem 49 Anderssprachige oder Staatsfremde.
Durch die Grenzbestimmungen des am 10. September 1919 abgeschlossenen Vertrages von Saint-Germain kam der Gerichtsbezirk Wlašim vollständig zur neugegründeten Tschechoslowakei, wobei die Gerichtseinteilung bis 1938 im Wesentlichen bestehen blieb. Am 15. August 1937 wurde aus dem Gerichtsbezirk der Okres Vlašim / Bezirk Wlaschim gebildet. Nach dem Münchner Abkommen wurde das Gebiet dem Protektorat Böhmen und Mähren zugeschlagen.
Nach der Gebietsreform von 1960 gehörte das Gebiet zum Okres Benešov, dessen Behörden jedoch im Zuge einer Verwaltungsreform 2003 ihre Verwaltungskompetenzen verloren. Diese werden seitdem von den Gemeinden bzw. dem Středočeský kraj, zudem das Gebiet um Wlašim seit Beginn des 21. Jahrhunderts gehört, wahrgenommen.

## Gerichtssprengel
Der Gerichtssprengel umfasste 1910 die 50 Gemeinden Býkovice (Bejkowitz), Chlum (Chlum), Chotěschan (Chotyschan), Ctiboř, Dalov, Divišov (Diwischau), Domašin (Domaschin), Drahňovice (Drahňowitz), Dubějovice (Dubějowitz), Vekaá Bolina (Großbolina), Hražená Lhota (Hražena Lhota), Javorník (Jawornik), Kladruby (Kladrub), Kondrac (Kondratz), Kíižov (Kíižow), Lbosín (Lbosin), Nesperská Lhota (Lhota Nesper), Libež, Libouň, Litichovice (Litichowitz), Louňovice (Louňowitz), Městečko, Mněchnov (Mněchnow), Načeradec, Nemíž (Nemiž), Ostrov (Wostrow), Pavlovice (Pawlowitz), Pravětice (Prawětitz), Psáře (Psař), Radošovice (Radoschowitz), Rataje (Rataj), Rimovice (Rimowitz), Sedmpány (Sedumpan), Slověnice (Slowenitz), Soušice (Souschitz), Soutice (Soutitz), Stebuzeves (Stebusowes), Český Šternberk (Sternberg), Střechov (Střechow), Takonín (Takonin), Tichonice (Tichonitz), Třeběšnice (Třeběschitz), Třemošnice (Třemoschnitz), Trhový Stěpánov (Trhowy Stěpanow), Veliš (Welisch), Vlašim (Wlašim), Volešná (Weoleschna), Vračkovice (Wračkowitz), Vracovice (Wracowitz) und Zdislavice (Zdislawitz).